# Takamasa Sakai
Takamasa Sakai (酒井 貴政 Sakai Takamasa?, nacido el 18 de mayo de 1988 en Hiroshima) es un exfutbolista japonés. Jugaba de y su último club fue el Kamatamare Sanuki de Japón.

## Trayectoria

### Clubes
| Club              | País  | Año  |
| ----------------- | ----- | ---- |
| Kataller Toyama   | Japón | 2011 |
| Kamatamare Sanuki | Japón | 2012 |

## Estadística de carrera

### J. League
| Club            | Año   | J. League | J. League | Copa J. League | Copa J. League | Total | Total |
| Club            | Año   | Part.     | Goles     | Part.          | Goles          | Part. | Goles |
| --------------- | ----- | --------- | --------- | -------------- | -------------- | ----- | ----- |
| Kataller Toyama | 2011  | 2         | 0         | -              | -              | 2     | 0     |
| Total           | Total | 2         | 0         | 0              | 0              | 2     | 0     |